# Hydrophis pachycercos
Hydrophis pachycercos là một loài rắn trong họ Rắn hổ. Loài này được Fischer mô tả khoa học đầu tiên năm 1855.

## Hình ảnh

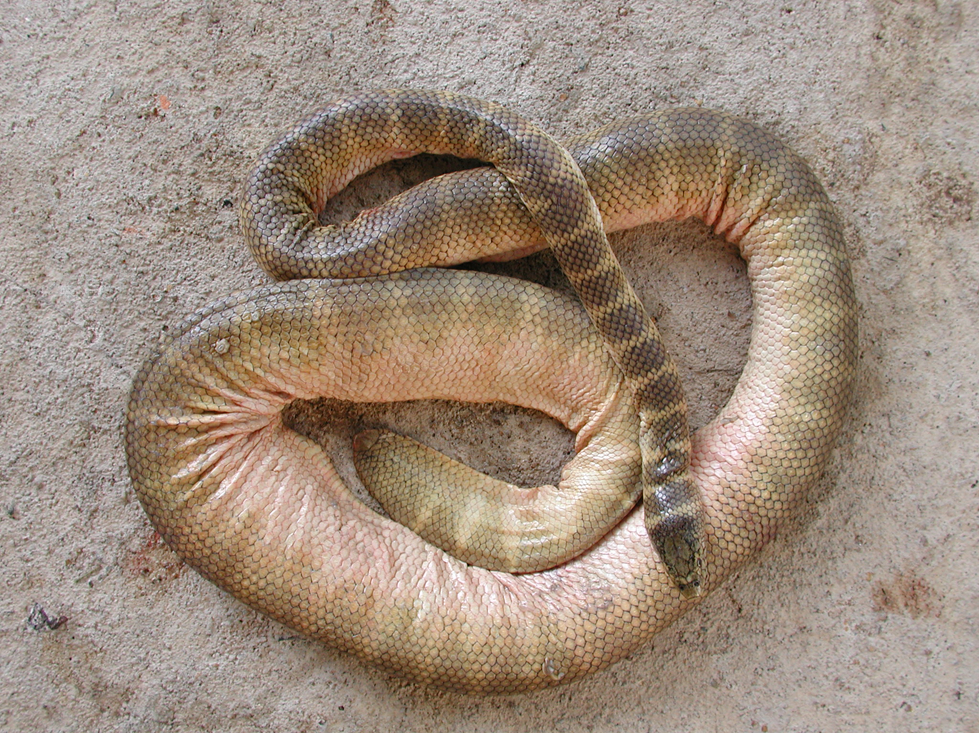